# Mario Sammarco

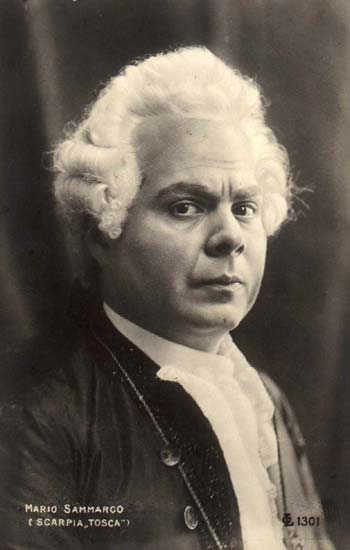
Mario Sammarco

Mario Sammarco (* 13. Dezember 1868 in Palermo; † 24. Januar 1930 in Mailand) war ein italienischer Sänger (Bariton).
Sammarco studierte in Palermo Gesang bei Antonio Cantelli und debütierte dort 1888 als Valentine in Gounods Faust. 1894 trat er am Teatro Dal Verme in Mailand in Puccinis Le Villi auf. Im gleichen Jahr debütierte er an der Mailänder Scala, wo er zwei Jahre später den Carlo Gérard und der Uraufführung von Umberto Giordanos Oper Andrea Chénier sang. bei der Uraufführung von Lencavallos Zazà 1900 am Teatro Lirico in Mailand sang er den Cascart. Er wirkte auch an der Uraufführung von Alberto Franchettis ’Germania (1902, unter Leitung von Arturo Toscanini) und Victor Herberts Natoma (1911 in Philadelphia) mit.
Ab 1904 trat er häufig an der Covent Garden Opera in London auf. Zwischen 1908 und 1913 reiste er mehrfach in die USA und gastierte an den Opernhäusern von Manhattan, Chicago und Philadelphia. Sein Repertoire umfasste Rollen aus den Opern Verdis sowie Baritonpartien aus Opern des Verismo. 1919 zog sich Sammarco von der Opernbühne zurück.